# New Hartford (Iowa)
New Hartford – miasto w Stanach Zjednoczonych, w stanie Iowa, w hrabstwie Butler. W 2000 roku liczyło 659 mieszkańców.